# Pagothyra
Pagothyra, monotipski biljni rod iz porodice gesnerijevki smješten u podtribus Columneinae, dio tribusa Gesnerieae.. Jedina vrsta je P. maculata, epifit iz Venezuele, Gvajane i Francuske Gijane 
Dio je podtribusa Columneinae.

## Sinonimi
- Paradrymonia maculata (Hook.f.) Wiehler; Selbyana 5(1): 57 (1978)
- Episcia maculata Hook.f.; Bot. Mag. (1890) t. 7131
- Episcia sect. Pagothyra Leeuwenb.;  bazionim [3]